# Kjartan Finnbogason
Kjartan Henry Finnbogason (ur. 9 lipca 1986 w Reykjavíku) – islandzki piłkarz grający na pozycji napastnika. Od 2023 roku jest zawodnikiem klubu Hafnarfjarðar.

## Kariera klubowa
Kjartan piłkarską karierę rozpoczynał od drużyn juniorskich Reykjavíkur i Celticu. W 2006 roku podpisał swój pierwszy zawodowy kontrakt z Celtikiem. W pierwszej drużynie Celticu nie zagrał ani razu, w tym czasie był wypożyczany do Queen’s Park F.C. i Åtvidabergs FF. W 2008 roku odszedł do norweskiej Tippeligaen do Sandefjord Fotball. Grał tam rok i w 22 meczach strzelił 9 goli, po czym wypożyczył go na rok Falkirk F.C. W latach 2010–2014 grał w Reykjavíkur. W 2014 przeszedł do AC Horsens, natomiast w 2018 został piłkarzem Ferencvárosi. Zimą 2019 został piłkarzem Vejle BK. W sezonie 2019/20 został królem strzelców 1. division z wynikiem 17 goli, a jego klub awansował do Superligaen. Latem 2020 powrócił do AC Horsens, natomiast zimą 2021 przeszedł do Esbjergu fB. W maju 2021 ponownie zmienił klub – powrócił do Reykjavíkur, z którym podpisał 3-letni kontrakt.

## Kariera reprezentacyjna
Finnbogason występował w młodzieżowych reprezentacjach Islandii. W dorosłej reprezentacji Islandii zadebiutował 7 października 2011 w przegranym 3:5 meczu eliminacji do mistrzostw Europy z Portugalią. Pierwszą bramkę w reprezentacji zdobył 10 stycznia 2017 w wygranym 2:0 spotkaniu towarzyskim z Chinami.